# قدیمی (فیلم)

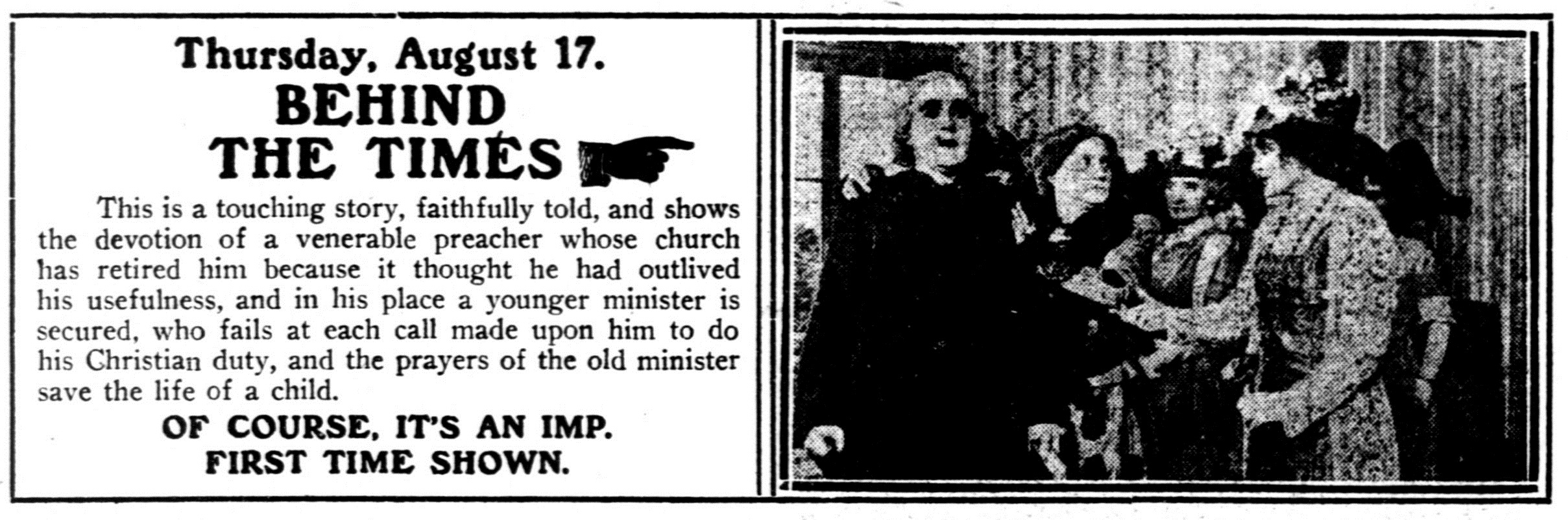
تبلیغ فیلم در روزنامه

قدیمی فیلمی کوتاه از توماس اچ. اینس، اوون مور، اتل گراندین و لوسیل یانگ، محصول ۱۹۱۱ می‌باشد. براساس یکی از روزنامه‌های هم دوره آن، داستان فیلم دربارهٔ درگیری یک کشیش پیر است که از او خواسته می‌شود بازنشسته شود و در طرف دیگر، یک کشیش جوان که نمی‌تواند کار خود را به درستی انجام دهد.